# 風的啦啦啦
〈風的啦啦啦〉（日语：／ Kazenolalala */?）是日本歌手倉木麻衣的第17張單曲，於2003年5月28日由GIZA studio發行。歌曲由倉木麻衣填詞，並分別由春畑道哉作曲跟Cybersound編曲。歌曲的主要風格為J-Pop，歌詞描述出在感受自然景色同時回想過去，從而有著被風從背後推動般的決心。
歌曲獲得樂評家正面的評價，包括讚賞歌詞意識反映了倉木的學歷進步，以及認為歌曲反映了倉木作為歌手的穩定成長。〈風的啦啦啦〉發行後空降《Oricon公信榜》第3位，延續倉木從出道起所有單曲打進週榜單前3位的紀錄至第17張，但亦成為倉木歌手生涯中首張未能達到實體銷量10萬張的單曲。
〈風的啦啦啦〉的音樂錄影帶以一個喜愛小型飛機的小男孩與倉木本人的片段相互交錯而成。倉木在單曲發行後於演唱會上多次演唱〈風的啦啦啦〉，包括在2003年「京都學生祭典」的平安神宮特設舞台，以及在2017年的全國巡迴演唱會「Mai Kuraki Live Project 2017 ″SAWAGE ☆ LIVE″」。

## 背景與發行
倉木麻衣在2002年夏天首次聽到〈風的啦啦啦〉的樣本歌曲，隨即憑著歌曲浮現的印象決定〈風的啦啦啦〉作為歌名。她指當自己聽見歌曲的時候，腦海浮現出清新的風跟能夠看見大海的山丘，以及電影《魔女宅急便》裡般的街道風。她也指從歌曲裡看見藍、綠、紅、白各種顏色，並感覺到椰子與潮水的香氣。
歌曲分為電視播放版本以及單曲正式版本，倉木於同年秋天錄製了歌曲的電視播放版本，其後在2003年春天的演唱會期間錄製了歌曲的正式版本。倉木指電視播放的版本給予充滿躍動感的印象，然而自己在2003年製作的音樂是以清爽的夏天作為方向，就像在黃昏海灘上充滿夏日舒適清風的空氣感般的感覺，因此另外製作了單曲正式版本。
〈風的啦啦啦〉的電視播放版本成為動畫《名偵探柯南》的片頭曲，於2003年1月開始在電視播放。歌曲其後於2003年5月28日正式以單曲形式發行，成為倉木於2003年3月至5月連續三個月單曲發行計劃的最後一首單曲。

## 詞曲
〈風的啦啦啦〉由倉木麻衣填詞，並分別由春畑道哉作曲跟Cybersound編曲。歌曲的曲風為J-Pop，全長4分23秒，並使用低音提琴與鋼琴等原音樂器作為伴奏。歌曲前半的節奏較為緩慢，倉木亦唱出感覺難過的聲音，而歌曲的後半部則轉為較為正面的中板節奏。
歌名〈風的啦啦啦〉指的是風吹的聲音，表現出在不同狀況下，風吹的聲音聽起來也有不同的感覺，就像在開心的時候感覺風吹的聲音有如在笑，而悲傷與不安的時候則感覺風吹的聲音有如在哭一樣。歌詞描述出在感受自然景色同時回想過去，從而有著被風從背後推動般的決心，以及在當下的情感產生對看法與感受的轉變。

## 反響
《CD Journal》的編輯讚賞倉木在〈風的啦啦啦〉沒有假裝大人而唱出與自己相應的心情。他亦指出歌詞中「啦啦啦」一詞代表了多重意思，認為倉木的歌詞意識的確反映出她的學歷進步。他也讚賞倉木雖然未有改變風格，但確實帶來了新鮮感，並認為這可能是因為京都的地域性。《Oricon》的編輯認為歌曲延續了前作〈Kiss〉般的清爽感。他也讚賞倉木的輕柔嗓音伴隨輕風般將自己溫柔包圍，不知不覺間便跟著放鬆起來，認為歌曲仿如隱藏著將心靈束縛解開的魔法一樣。
亞馬遜日本的森朋之讚賞歌曲巧妙地平衡了讓人想起溫暖春風的效果音、柔順而悅耳的男性和聲、自然演奏的鋼琴與鼓聲，以及讓人印象深刻的「我絕不再放開你／我已決定你了喔」歌詞等各種豐富元素，是一首優秀的流行歌曲。他也讚賞倉木的聲樂展現了前所未有的強大形象，使大家感受到她作為歌手的穩定成長。
〈風的啦啦啦〉發行首日空降《Oricon公信榜》日榜單第3位，其後以超過6萬張的首週銷量登上週榜單第3位，延續倉木從出道起所有單曲打進週榜單前3位的紀錄至第17張。單曲於發行次週下降至週榜單第9位，並售出超過1.6萬張。單曲於發行第三週下降至週榜單第20位，並售出8,525張。〈風的啦啦啦〉
其後打進《Oricon公信榜》2003年6月月榜單第10位，以及2003年年榜單第110位。單曲累積銷量達到96,198張，成為倉木歌手生涯首張未能突破10萬張實體銷量的單曲。然而單曲於2003年7月獲日本唱片協會認證為金唱片，代表出貨量達到10萬張或以上。

## 音樂錄影帶

音樂錄影帶的其中一幕，展現出小男孩與飛機庫的小型飛機。

〈風的啦啦啦〉的音樂錄影帶以一個小男孩走進小型飛機的飛機庫作為開始，其後相互穿插小男孩與倉木本人的片段。當中包括小男孩拿著小型飛機到戶外，然後乘上飛機，以及躺在飛機上休息等片段。而倉木則出現在戶外騎單車、追著天上的飛機奔跑，以及邊走邊隨著音樂歌唱。
歌曲的音樂錄影帶其後收錄於影像作品《My Reflection》，以及精選輯《Mai Kuraki Single Collection ～Chance for you～》初回限定盤附送的DVD。

## 現場表演
倉木麻衣在〈風的啦啦啦〉發行後曾多次在演唱會上演唱歌曲。2003年10月，倉木在「京都學生祭典」的平安神宮特設舞台上演唱了歌曲。她亦在2004年舉行的全國巡迴演唱會「Mai Kuraki 2004 Live Tour "Wish You The Best"～Grow, Step by Step～」上演唱過歌曲。
2006年，她在全國巡迴演唱會「Mai Kuraki LIVE TOUR 2006 DIAMOND WAVE」上再次演唱歌曲。2013年，她在全國巡迴演唱會「MAI KURAKI LIVE PROJECT 2013 RE:」上演唱了歌曲。2017年，她在全國巡迴演唱會「Mai Kuraki Live Project 2017 ″SAWAGE ☆ LIVE″」上再次演唱歌曲。

## 曲目
| 曲序     | 曲目                           | 时长  |
| -------- | ------------------------------ | ----- |
| 1.       | 風的啦啦啦（）                 | 4:23  |
| 2.       | gonna keep on tryin'           | 4:43  |
| 3.       | 風的啦啦啦 -TV on air version- | 2:19  |
| 4.       | 風的啦啦啦 -feel the wind mix- | 5:27  |
| 5.       | 風的啦啦啦 -Instrumental-      | 4:21  |
| 总时长： | 总时长：                       | 21:13 |

## 創作名單
資料來自〈風的啦啦啦〉單曲內頁。

| 〈風的啦啦啦〉 - 倉木麻衣－填詞、和聲 - 春畑道哉－作曲 - Cybersound－編曲 - 大賀好修－結他 - 邁克爾·阿弗瑞克－和聲 | 〈gonna keep on tryin'〉 - 倉木麻衣－填詞 - YOKO Black. Stone－作曲、編曲、和聲 |

## 榜單與認證
| 榜單（2003年）             | 最高 位置 |
| -------------------------- | --------- |
| 日本單曲榜日榜單（Oricon） | 3         |
| 日本單曲榜週榜單（Oricon） | 3         |
| 日本單曲榜月榜單（Oricon） | 10        |
| 日本單曲榜年榜單（Oricon） | 110       |

| 地區                                  | 认证 | 认证单位/销量 |
| ------------------------------------- | ---- | ------------- |
| 日本（日本唱片協會）                  | 金   | 100,000^      |
| *僅含認證的實際銷量 ^僅含認證的出貨量 |      |               |

## 資料來源
1. 1 2 3 4 5 6 7  . Music Freak Magazine.   [2021-02-24]. （原始内容存档于2022-04-07） （日语）. （页面存档备份，存于）
2. 1 2  . Excite.   [2021-02-24]. （原始内容存档于2004-10-24） （日语）. （页面存档备份，存于）
3. 1 2   (單曲內頁). 倉木麻衣. GIZA studio. 2003-05-28.
4. ↑  . Tower Records.   [2021-02-24]. （原始内容存档于2019-05-23） （日语）. （页面存档备份，存于）
5. 1 2  . Music Freak Magazine.   [2021-02-24]. （原始内容存档于2022-04-07） （日语）. （页面存档备份，存于）
6. 1 2 3  . CD Journal.   [2021-02-24] （日语）.
7. 1 2  . Oricon.   [2021-02-24]. （原始内容存档于2003-11-20） （日语）. （页面存档备份，存于）
8. 1 2  森朋之. . Amazon Japan.   [2021-02-24]. （原始内容存档于2019-05-19） （日语）. （页面存档备份，存于）
9. 1 2 3 4  . Oricon.   [2021-02-24]. （原始内容存档于2011-07-16）. （页面存档备份，存于）
10. 1 2  . MusicTv Program.   [2021-02-24]. （原始内容存档于2016-04-08） （日语）. （页面存档备份，存于）
11. ↑  . Oricon. 2005-01-26  [2021-02-18]. （原始内容存档于2021-02-18） （日语）. （页面存档备份，存于）
12. ↑  . MusicTv Program.   [2021-02-24]. （原始内容存档于2016-04-08） （日语）. （页面存档备份，存于）
13. ↑  . Oricon.   [2021-02-24]. （原始内容存档于2003-06-21） （日语）. （页面存档备份，存于）
14. 1 2  . Oricon.   [2021-02-24]. （原始内容存档于2003-08-24） （日语）. （页面存档备份，存于）
15. ↑  . 年代流行.   [2021-02-05]. （原始内容存档于2016-10-26） （日语）. （页面存档备份，存于）
16. 1 2  . Recording Industry Association of Japan.   [2021-02-24] （日语）. 在下拉菜单选择“2003年7月”
17. ↑  . HMV.   [2021-02-25]. （原始内容存档于2021-01-28） （日语）. （页面存档备份，存于）
18. ↑  . Tower Records. 2019-10-28  [2021-02-24]. （原始内容存档于2019-10-28） （日语）. （页面存档备份，存于）
19. ↑  . HMV.   [2021-02-24]. （原始内容存档于2021-01-28） （日语）. （页面存档备份，存于）
20. ↑  . HMV.   [2021-02-24]. （原始内容存档于2015-05-27） （日语）. （页面存档备份，存于）
21. ↑  平賀哲雄. . Hotexpress. 2006-11-28  [2021-02-18]. （原始内容存档于2007-05-17） （日语）. （页面存档备份，存于）
22. ↑  . HMV.   [2021-02-24]. （原始内容存档于2014-12-21） （日语）. （页面存档备份，存于）
23. ↑  . HMV.   [2021-02-24] （日语）.

| 动画《名侦探柯南》片头曲 2003年1月20日〜2003年8月18日 |                         |                                                |
| 前作: 爱内里菜 《I can't stop my love for you♥》      | 倉木麻衣 《風的啦啦啦》 | 次作: 三枝夕夏IN db 《与你约定在那温柔的地方》 |